# Nové Strašecí
Nové Strašecí (Duits: Neu Straschitz of Neustraßnitz) is een Tsjechische stad in de regio Midden-Bohemen, en maakt deel uit van het district Rakovník, ongeveer 35 km van Praag.
Nové Strašecí telt 5602 inwoners.

## Geografie
Nové Strašecí ligt op een hoogte van 470 m aan de zuidoostkant van het natuurpark Džbán, dat verder doorloopt in de bossen van Křivoklát, vlak bij de Klíčava-rivier. In de stad ontspringt de Strašeckýbeek. Aan de monding van de beek ligt een gemeentelijke waterzuiveringsinstallatie; verder stroomafwaarts zijn diverse vijvers gesitueerd. Ten noordoosten van de stad liggen de bergen Mackova hora (488 m) en Žalý (506 m) en in het westen de Louštínberg (537 m).
Nové Strašecí grenst in het noorden aan Mšec en Mšecké Žehrovice, in het noordoosten aan Čelechovice, in het oosten aan Stochov, in het zuidoosten aan Vašírov en Rynholec, in het zuiden aan Pecínov (deels op grondgebied van Nové Strašecí), in het zuidwesten aan Ruda, in het westen aan U Nádraží en in het noordwesten aan Řevničov en Třtice.
Het natuurreservaat Podhůrka ligt net ten zuidwesten van de stad. Het natuurreservaat Na Nove rybnice, ligt bij het treinstation in het westen van de stad.
Nové Strašecí bestaat uit twee delen: Nové Strašecí en Pecínov.

## Geschiedenis
Archeologische vondsten in de stad wijzen erop dat de stad al in de oude steentijd bewoond werd. Het dorp zelf is waarschijnlijk gesticht tijdens het bewind van Jan van Luxemburg, tegelijk met de nederzetting Křivoklát. Nové Strašecí werd voor het eerst vermeld in 1334 als een dorp dat behoorde tot het landgoed van het koninklijk kasteel van Křivoklát.
De oorsprong van de naam Strašecí (oorspronkelijk: Strašice) is niet helemaal duidelijk: de naam is ofwel afgeleid van het Tsjechische woord voor angst/jacht, ofwel van de eigennaam Strašata.
In de 15e eeuw kreeg Nové Strašecí enkele privileges en in 1480 werd het dorp gepromoveerd tot stad. Na de Hussietenoorlogen verloor de stad enkele van zijn privileges, maar in 1503 kreeg de stad van koning Vladislav Jagellonsky een stadswapen toegekend. Het wapen bestaat uit het borstbeeld van de koning, een Tsjechische leeuw en een zilveren of gouden initiaal W op een rood vlak. Van het motief van het wapenschild is ook de vorm van de gemeentevlag afgeleid. Rond 1500 kregen ambachtslieden en kooplieden het recht om vrij in de stad te werken. In 1553 werd de hele stad door brand verwoest. Na de brand werd de stad herbouwd, wat uiteindelijk pas aan het begin van de 17e eeuw was afgerond. Sindsdien heet de stad Nové Strašecí in plaats van alleen Strašecí.
In 1610 werd een stadsbestuur ingesteld, maar omdat het stadsbestuur van het evangelische geloof was, ontstonden er geschillen met de aartsbisschop van Praag. Tijdens de Dertigjarige Oorlog werd de stad, die toen ongeveer vijfhonderd inwoners telde, verschillende keren geplunderd en in 1639 door Zweedse soldaten platgebrand. Als gevolg van de verkoop door de koninklijke kamer in 1685 werden de graven van Wallenstein de nieuwe eigenaren van Křivoklát en daarmee van de stad Nové Strašecí, gevolgd door de Fürstenbergs in 1734. In 1811 en 1812 werden delen van de stad verwoest door twee branden.

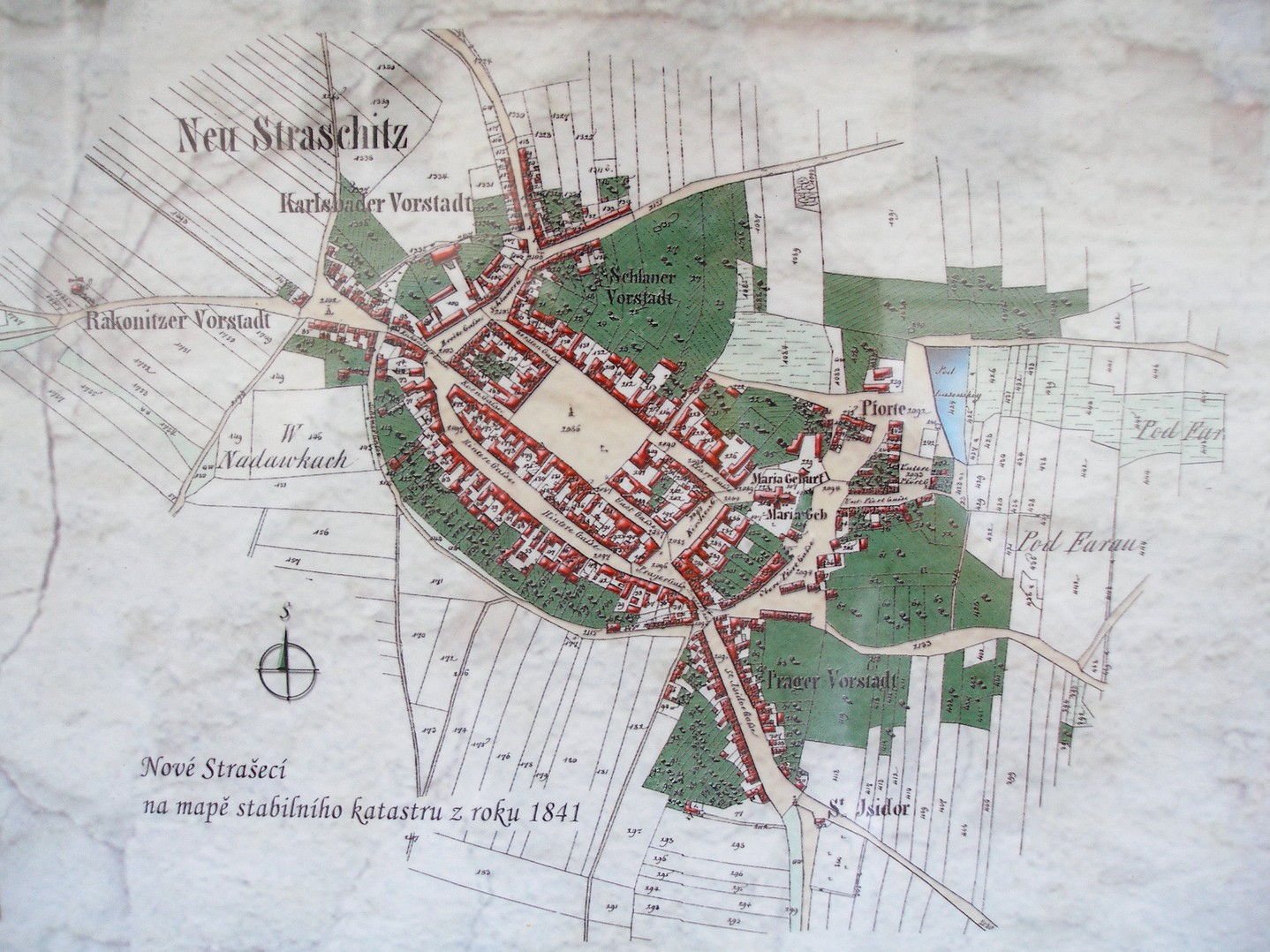
Nové Strašecí in 1841

Na de afschaffing van de oude manier van besturen in 1848 werd Nové Strašecí de zetel van het kantongerecht en in 1850 onderdeel van het administratieve district Slaný. In die tijd woonden er ongeveer 2200 mensen in de stad. In 1871 werd de spoorlijn van de Buschtěhrader Eisenbahn in gebruik genomen, die van Praag naar de Podkrušnohorské kolenvelden liep.
In 1949 werd Nové Strašecí een onafhankelijk district. In die tijd begon men in de buurt van Pecínov met de winning van vuurklei waardoor het vroegere dorp, dat uit twee delen bestond (Pecínov Strašecký en Pecínov Rynholecký), werd afgebroken. Alleen de nederzetting Vobíralka (Duits: Ober Petzinov) bleef gespaard. In 1960 werd het district Nové Strašecí weer opgeheven en werd de stad ingedeeld bij het district Rakovník.

## Verkeer en vervoer

### Wegen
In het noorden van de stad eindigt de autosnelweg D6/E 48 (afrit 32) uit Praag en gaat de weg verder als rijksweg I/6 in de richting van Karlsbad. De weg II/237 Rakovník - Nové Strašecí - Mšec loopt door de stad en de weg II/606 Pletený Újezd - Stochov - Nové Strašecí eindigt hier.

### Spoorlijnen

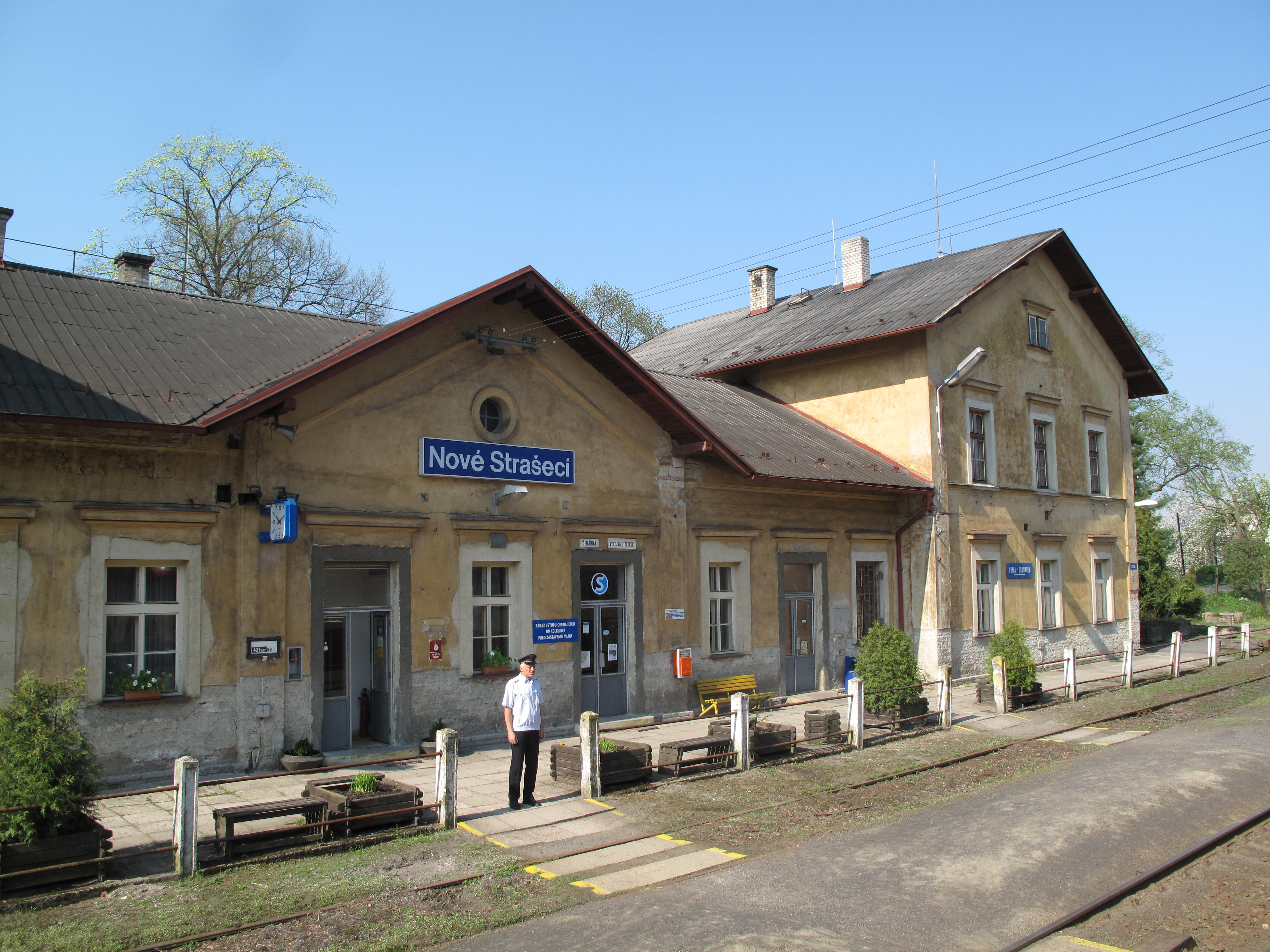
Station Nové Strašecí

Aan de zuidkant van de stad loopt spoorlijn 120 Praag - Kladno - Rakovník. De lijn is in 1870 geopend en is enkelsporig en onderdeel van het hoofdnetwerk.
Nové Strašecí beschikt over één (gelijknamig) station. Het station ligt op een hoogte van 430 m en beschikt over 2 perrons en een stationsgebouw met kaartverkoop. Er stoppen dagelijks 12 stoptreinen, 7 sneltreinen en 1 intercity. De reistijd naar de hoofdstad Praag bedraagt met de stoptrein ongeveer één uur.
Naast het station ligt een bushalte.

### Buslijnen
Vanuit de stad rijden er buslijnen naar de volgende bestemmingen:
- Kladno (600, 619, 625)
- Praag (304, 305, 365)
- Rakovník (304, 305, 581, 625)
- Slaný (586, 590)

### Vliegveld
In het westen van de stad is een vliegveld voor landbouwdoeleinden.

## Bezienswaardigheden
Het centrum van de stad is vooral gesitueerd rond het Komenskýplein waar het stadhuis is gevestigd, evenals het voormalige stadhuis met zijn opvallende toren en klok. Ook zijn er zijn veel winkels en restaurants gevestigd aan dit plein.

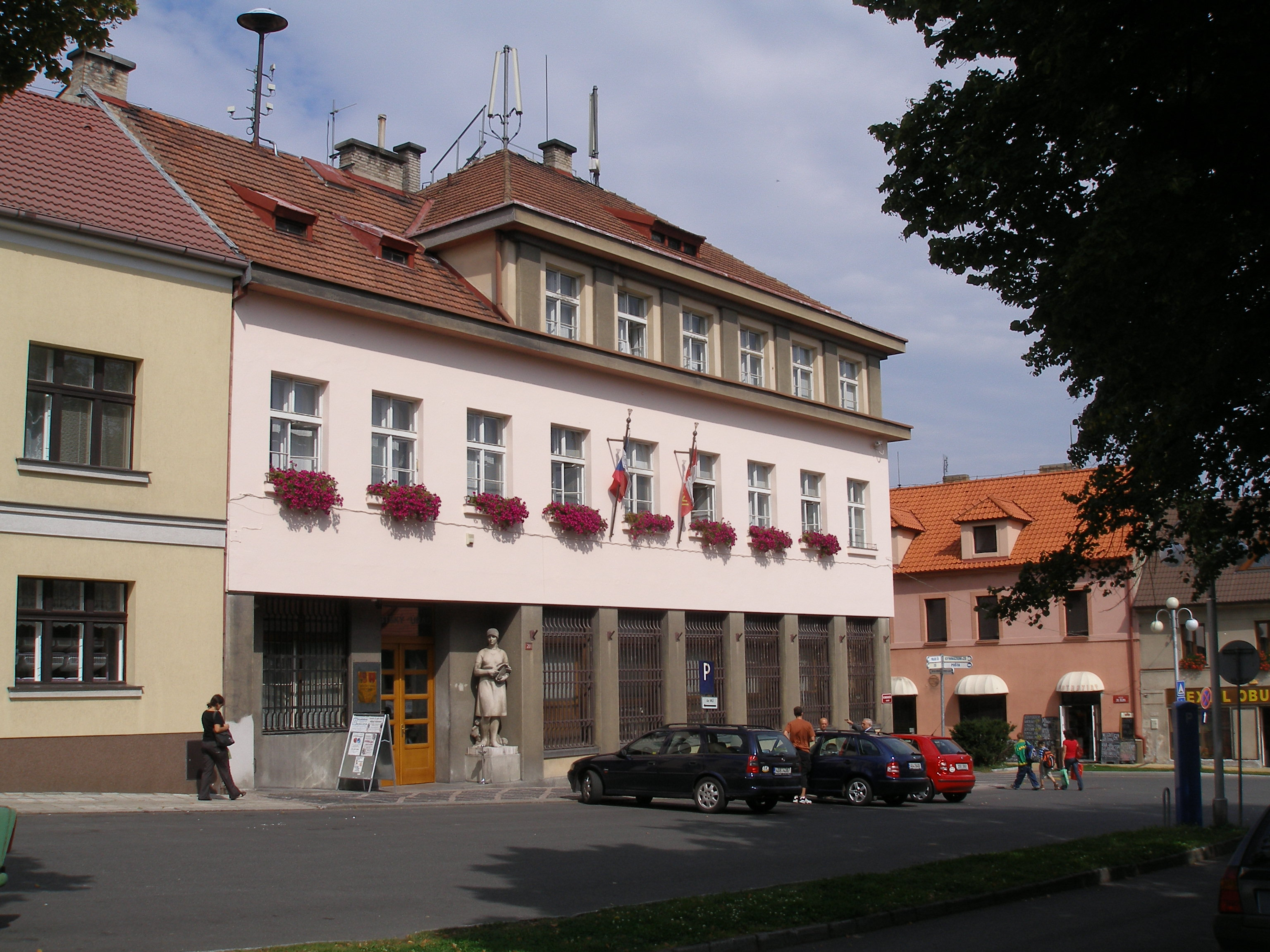
Huidige stadhuis van Nové Strašecí

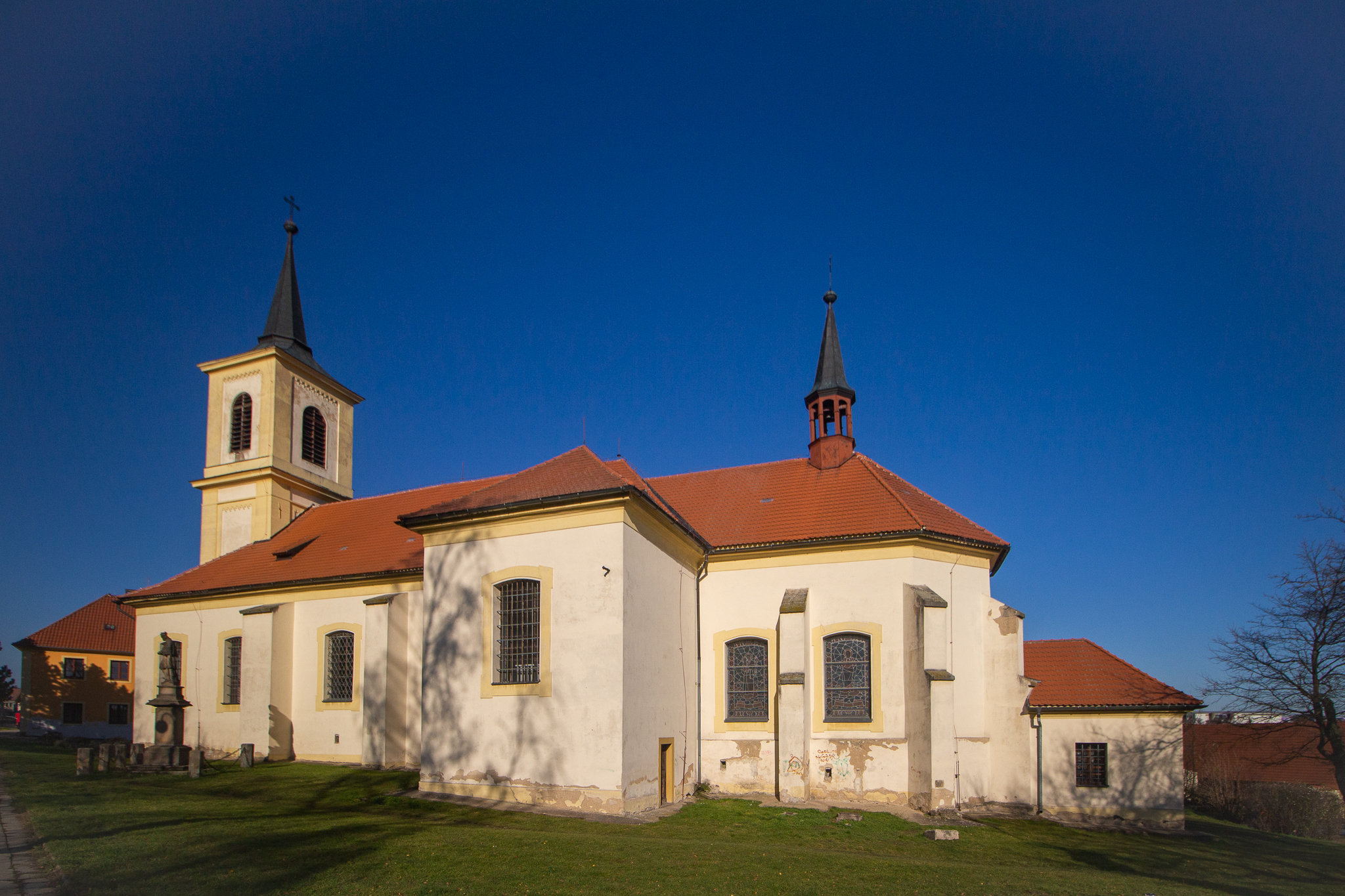
Maria-Geboortekerk

Het voormalige stadhuis (nr. 189) is een renaissancegebouw met twee verdiepingen en een vierkante toren. De gemeenteraad vergaderde in de bovenzalen; op de begane grond was de garderobe en een taveerne. Tegenwoordig is er een kunstschool in gevestigd.
Het huidige stadhuis (nr. 201) is gevestigd in het voormalige gebouw van de Staatsbank van Tsjechoslowakije (1949-1960).
De Maria-Geboortekerk, gebouwd in gotische stijl, werd in 1553 herbouwd in renaissancestijl en in 1707 nogmaals in barokstijl. De huidige stijl dateert van de reconstructie in 1837-1840.

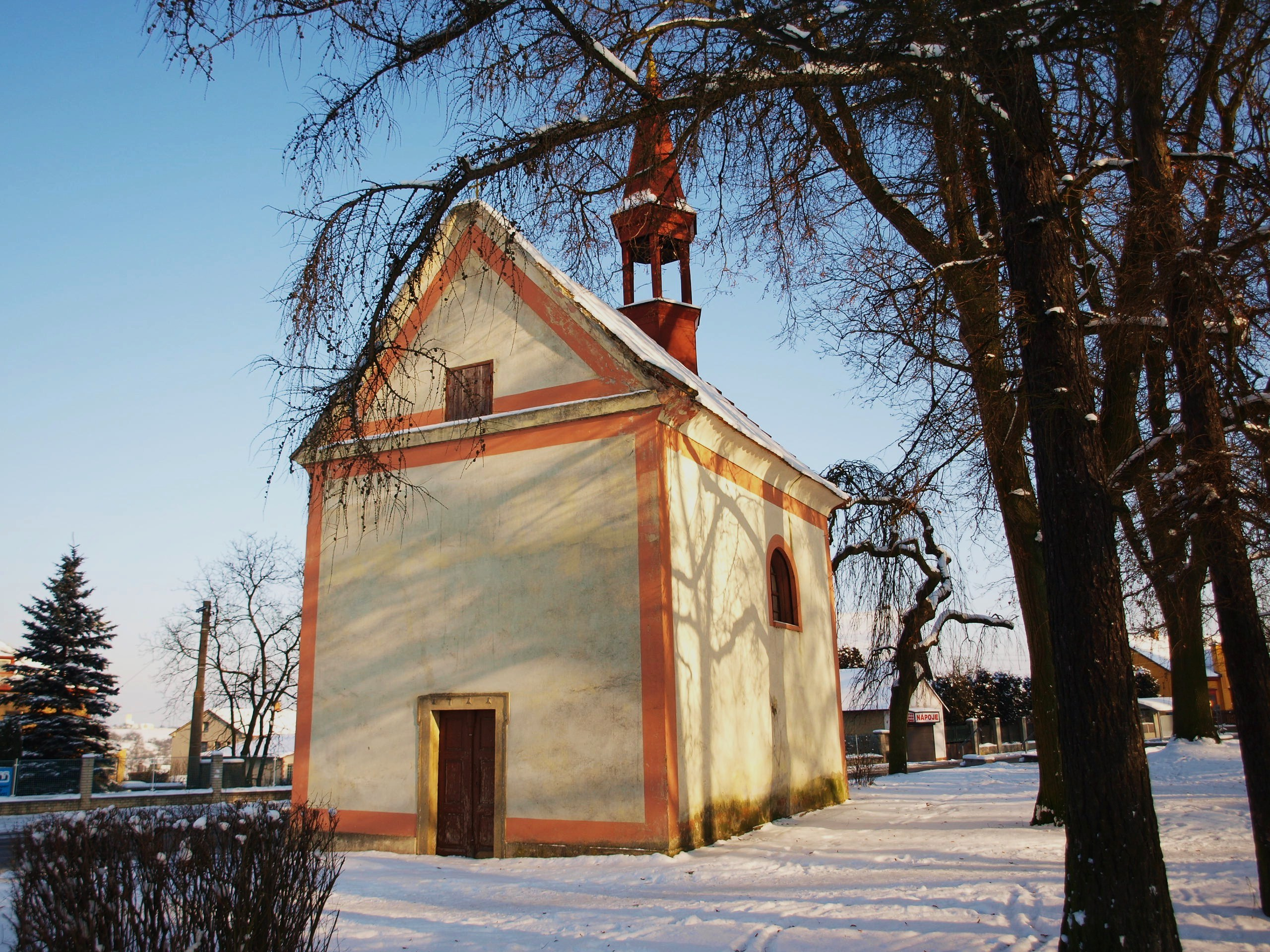
Sint-Isidoruskapel

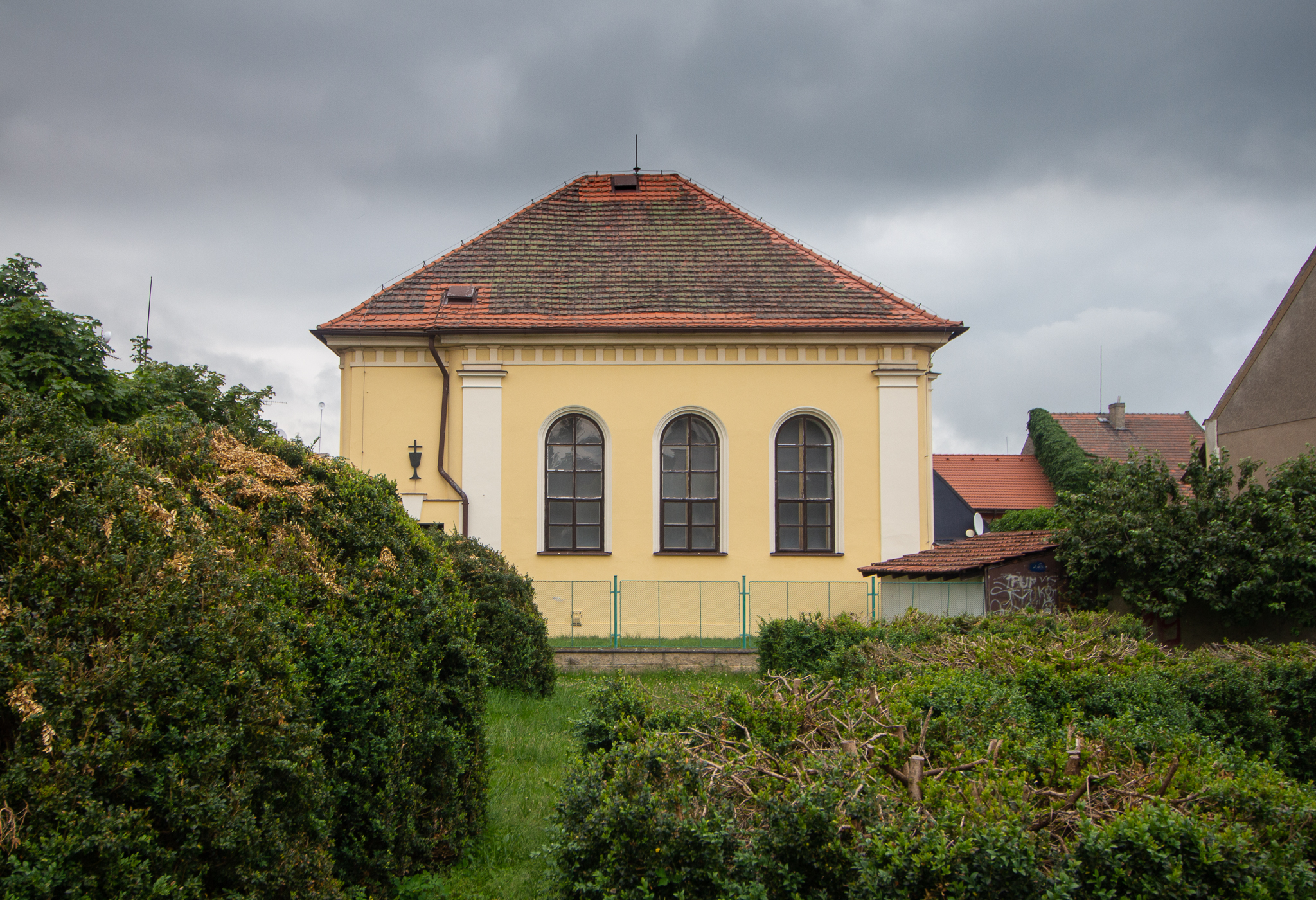
Hussitische kerk

De Sint-Isidoruskapel werd gebouwd in 1711. De kapel werd later  bij decreet van keizer Jozef II buiten gebruik gesteld, maar in 1830 weer in gebruik genomen.
De Hussitische gemeente, een kerk van de Hussitische Kerk van Tsjechië, is opgericht in 1953 in de voormalige Joodse synagoge die daarbij volledig gerestaureerd is.
Ook is in Nové Strašecí een museum gevestigd met exposities over de lokale geschiedenis.

## Stedenbanden
Nové Strašecí heeft stedenbanden met:

- Tönning, Duitsland
- Sierning, Oostenrijk
- Bolaños de Calatrava, Spanje

## Galerij

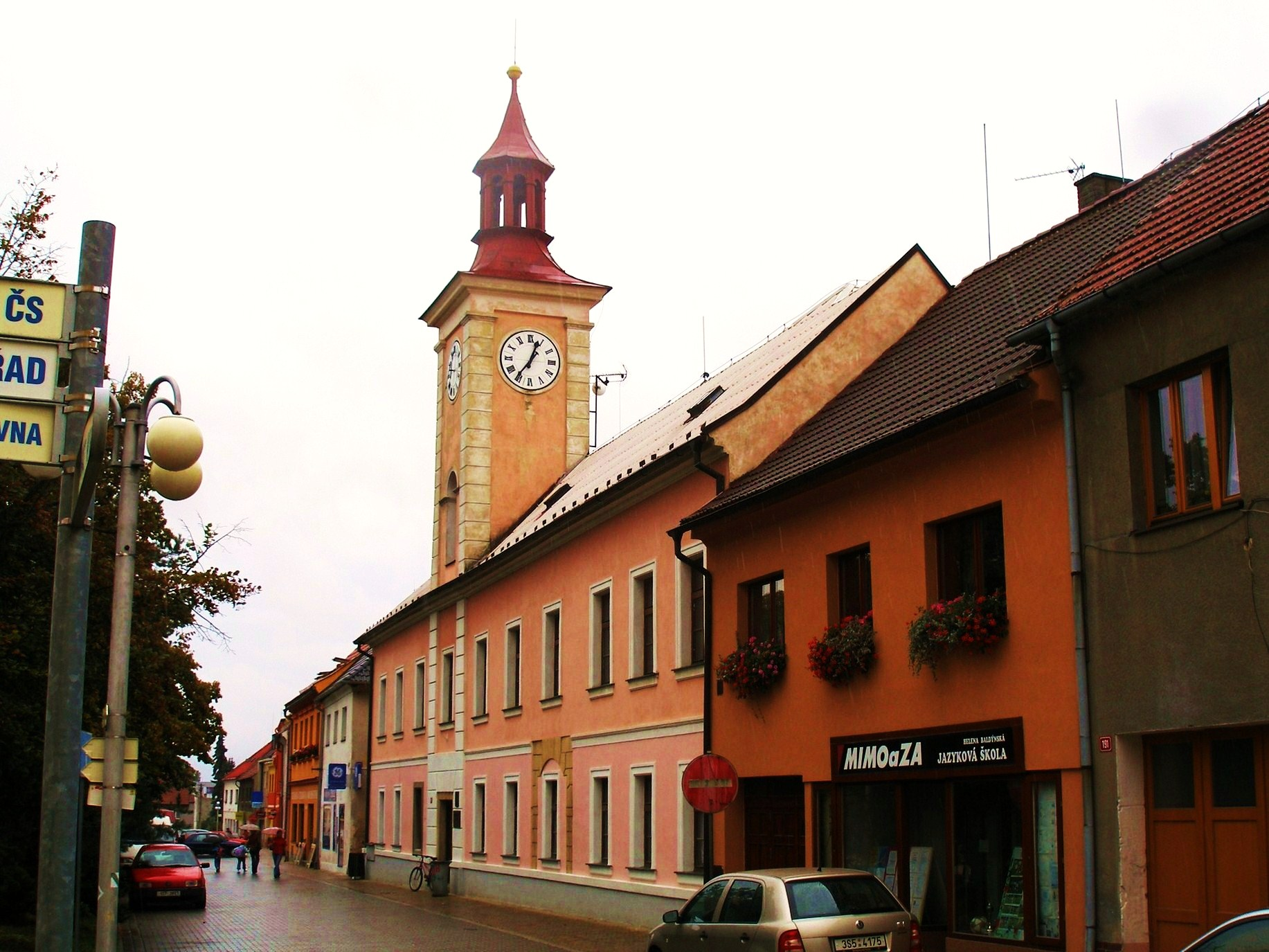
Voormalig stadhuis vóór de renovatie (2009)
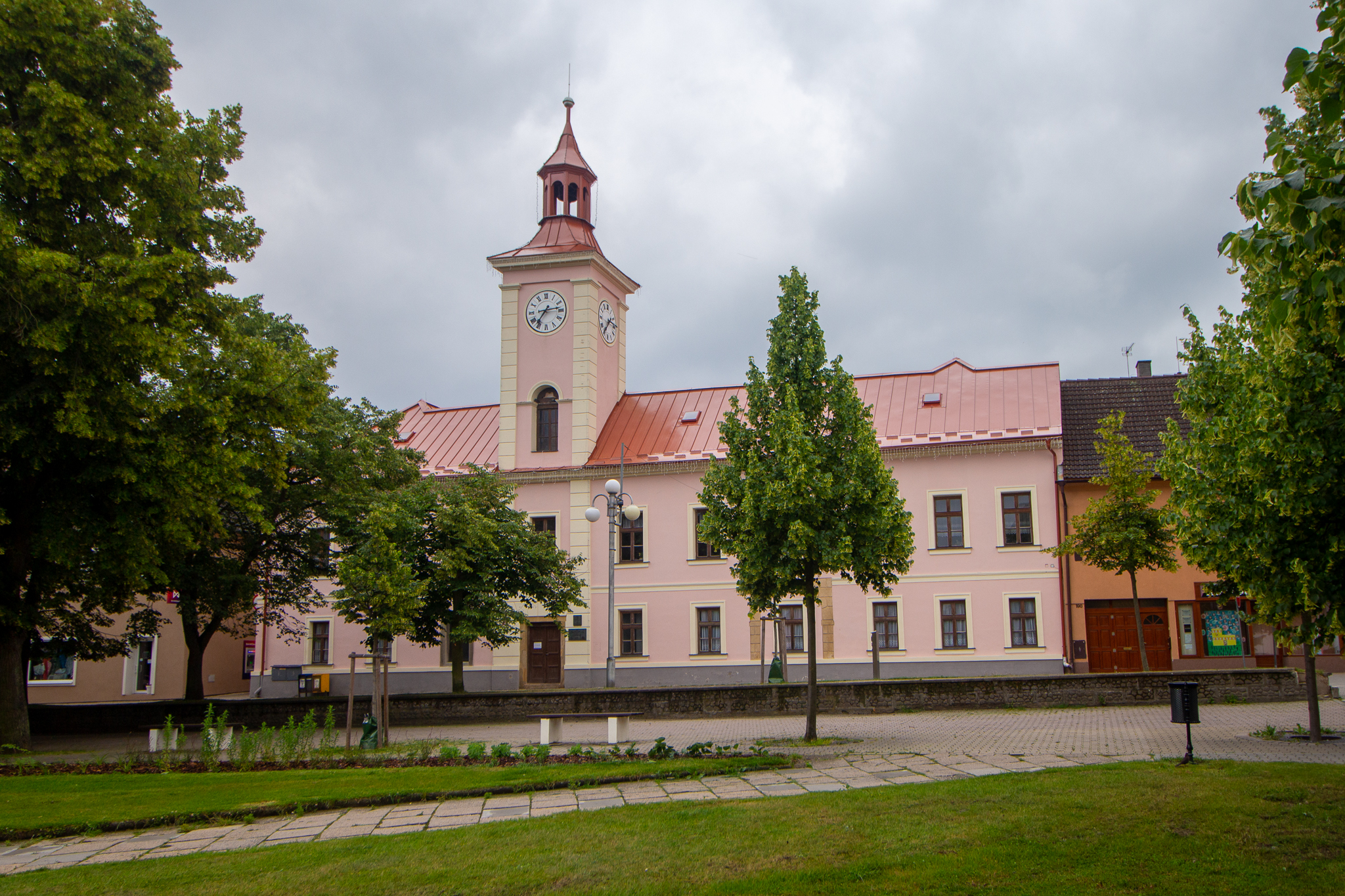
Voormalig stadhuis ná de renovatie (2020)
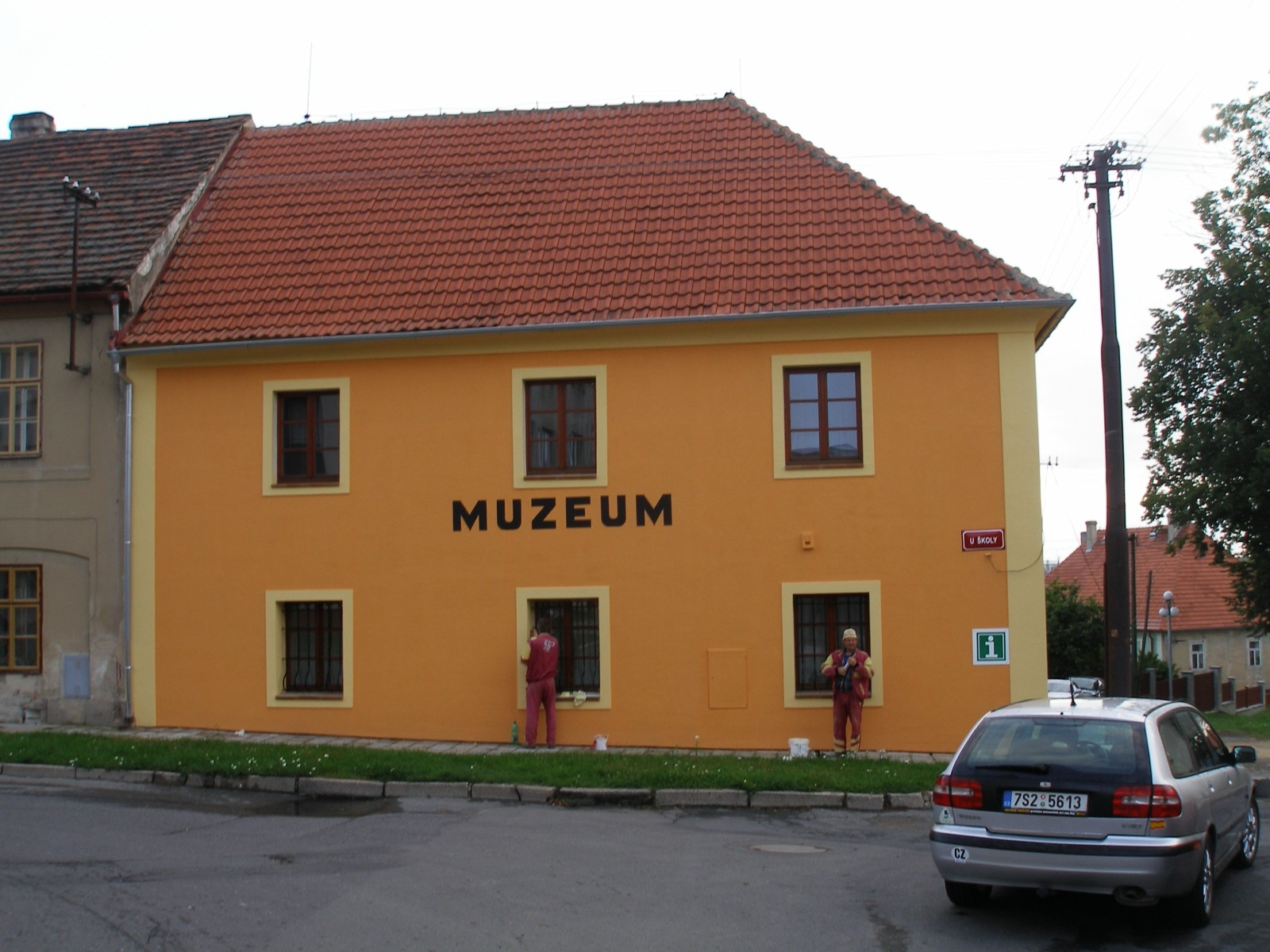
Museum Nové Strašecí
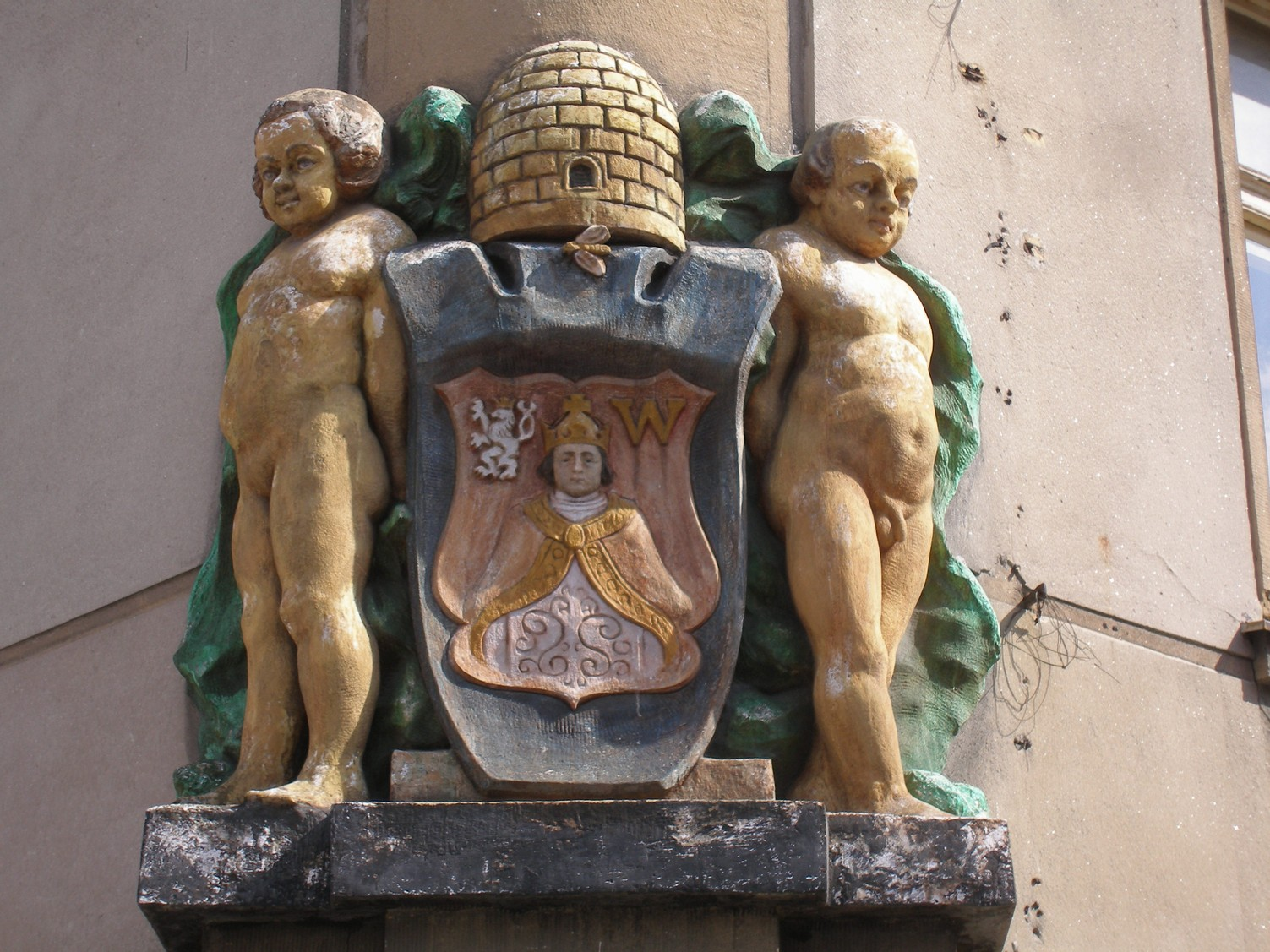
Gemeentelijk embleem op een huis in Nové Strašecí
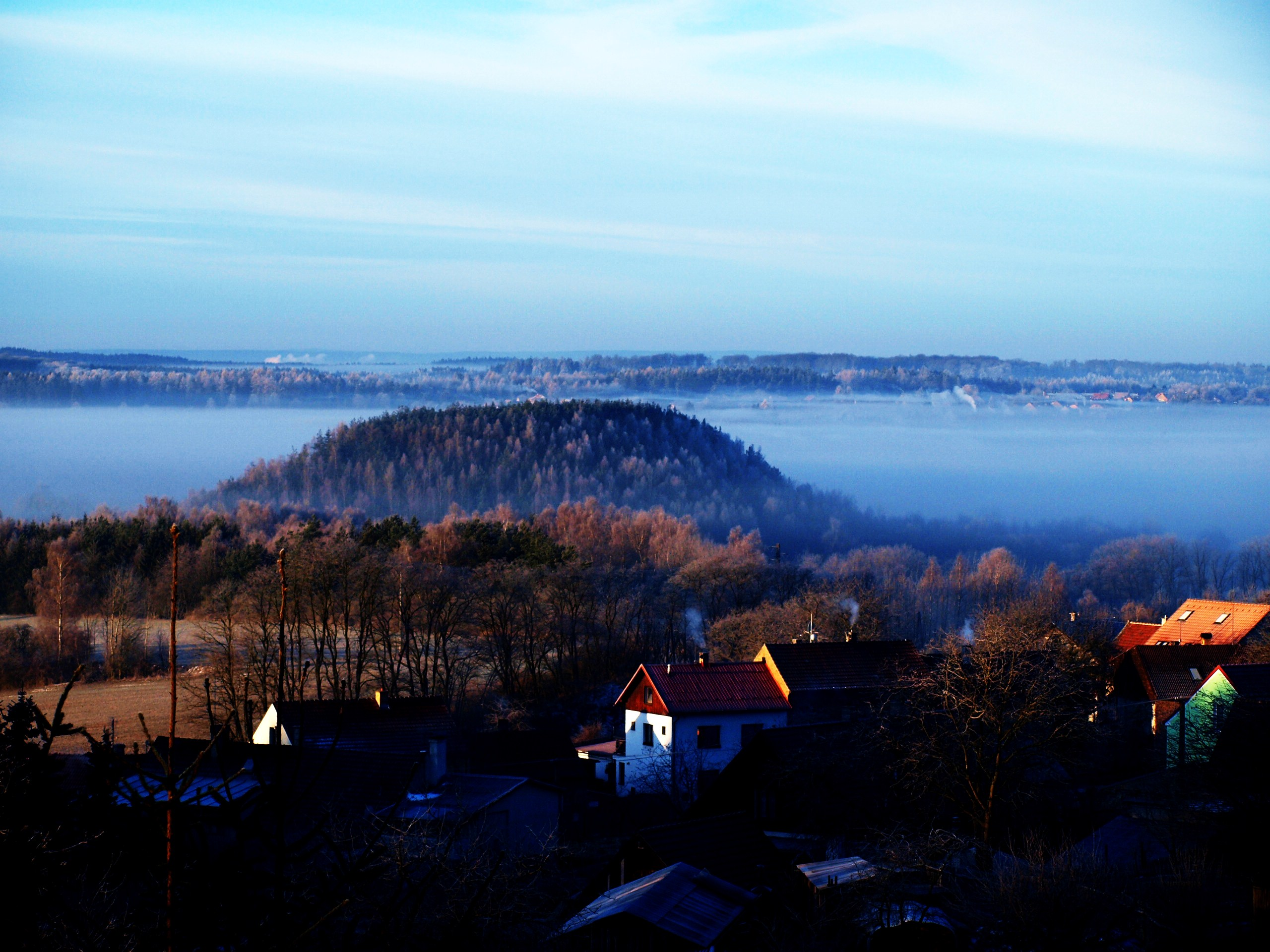
Zicht op de Hořkovecheuvel
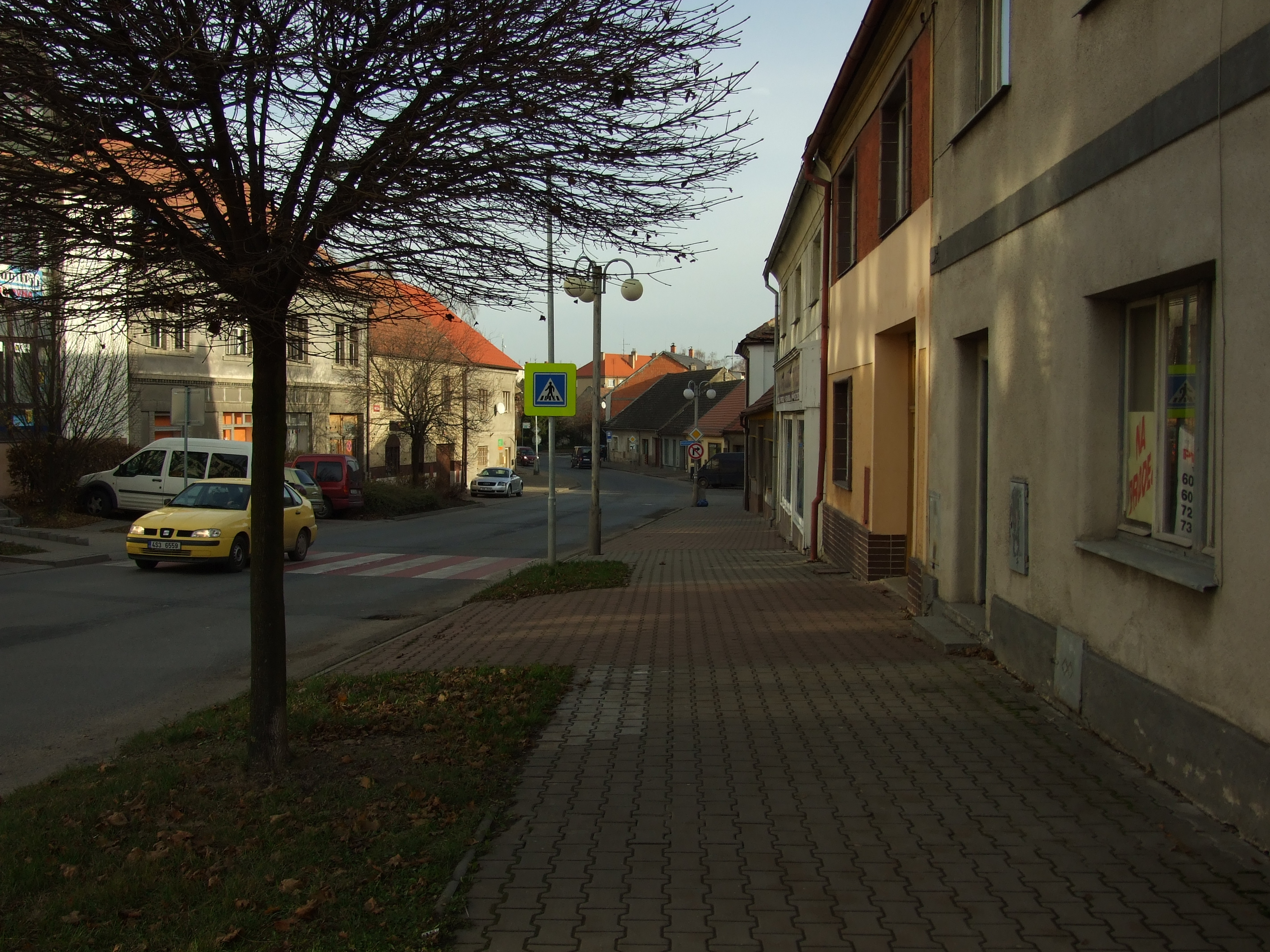
Straat in Nové Strašecí
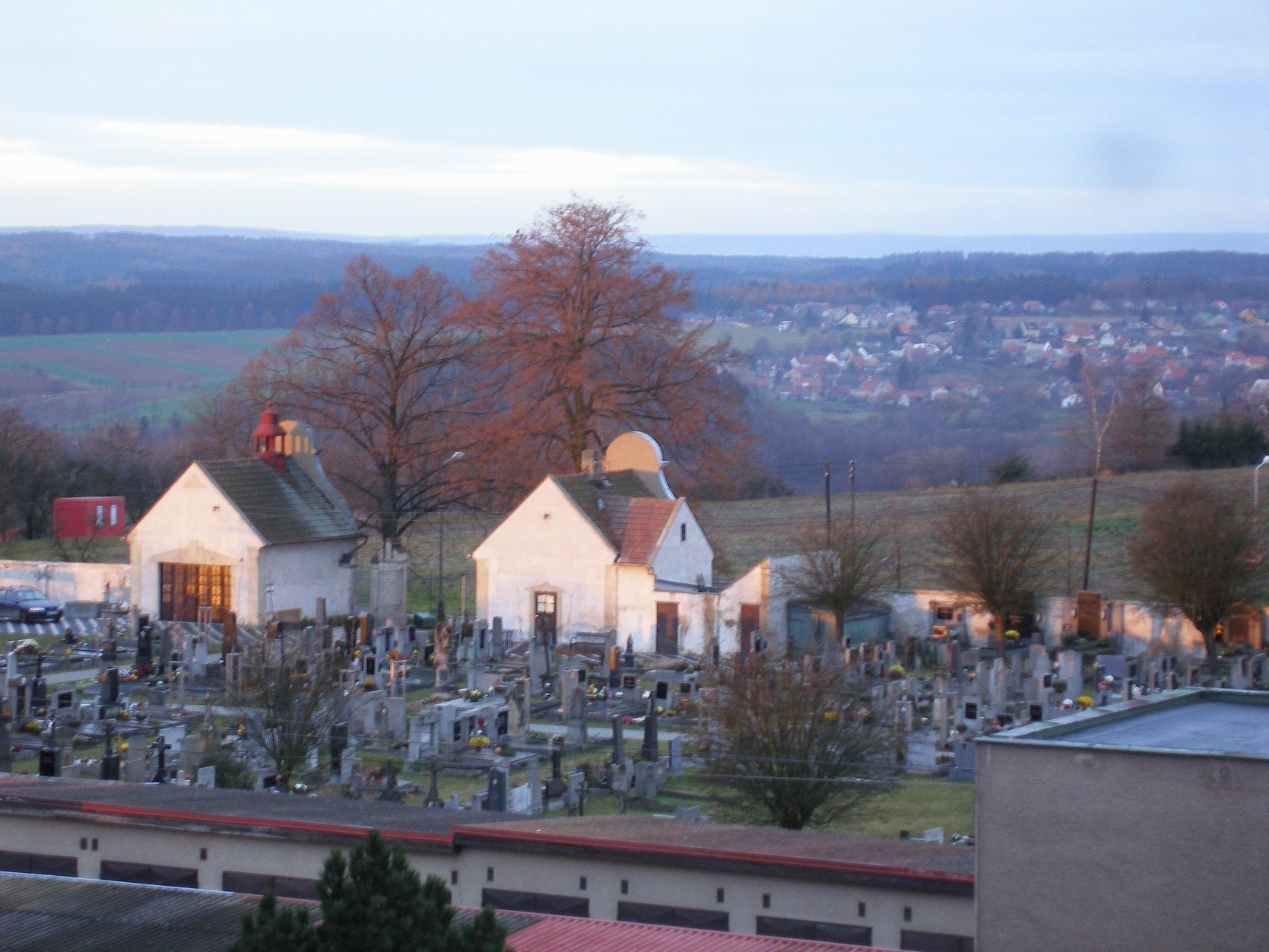
Kerkhof in Nové Strašecí